# Никишов, Серафим Иванович
Серафи́м Ива́нович Никишо́в (14 января 1915, село Боровок, Раненбургский уезд, Рязанская губерния, Российская империя — 1989, Москва, СССР) — советский философ, государственный деятель и партийный деятель, специалист по философии религии и научному коммунизма. Доктор философских наук, профессор. Один из авторов «Атеистического словаря». Заместитель и первый заместитель министра высшего и среднего специального образования РСФСР (1959–1965). Депутат Ивановского областного Совета народных депутатов (1948—1951). Ветеран Великой Отечественной войны.

## Биография
Родился 14 января 1915 в селе Боровок Раненбургского уезда Рязанской губернии.
В 1938 году с красным дипломом окончил исторический факультет Воронежского государственного педагогического института имени М. Н. Покровского.
В 1938—1940 годах проходил службу в Красной Армии, после демобилизации стал директором средней школе № 1 г. Липецка (ныне Липецкая средняя школа № 2).
Во время Великой Отечественной войны являлся заведующим отделом пропаганды при Липецком городском комитете ВКП(б), а также занимал должность секретаря Липецкого областного комитета ВКП(б) по пропаганде и агитации.
В июне 1946 года стал секретарём Ивановского областного комитета ВКП(б) по пропаганде и агитации.
В 1948 году избран депутатом Ивановского областного Совета народных депутатов.
В 1948 году окончил Высшую партийную школу при ЦК ВКП(б).
В 1948—1952 годах — старший преподаватель и доцент, а в 1949—1951 годах — заведующий (в 1948 году назначен исполняющим обязанности) кафедрой марксизма-ленинизма Ивановского энергетического института имени В. И. Ленина.  Член партийного бюро и заместитель секретаря партийного бюро Ивановского государственного энергетического института.
В 1951 году назначен на должность заведующего отделом народного образования Ивановской области.
В 1951 году в МГУ имени М. В. Ломоносова защитил диссертацию на соискание учёной степени кандидата философских наук по теме «Книга В. И. Ленина “Материализм и эмпириокритицизм” – образец партийной, непримиримой критики враждебных марксизму философских течений».
Был руководителем философской секцией Ивановского отделения Всесоюзного общества по распространению политических и научных знаний «Знание».
В 1959–1965 годах — заместитель и первый заместитель министра высшего и среднего специального образования РСФСР.
В 1967 году окончил докторантуру кафедры истории и теории атеизма и религии философского факультета МГУ имени М. В. Ломоносова и там же защитил диссертацию на соискание учёной степени доктора философских наук по теме «Ленинская критика философских основ религии».
С 1969 года — профессор и в 1971 года — заведующий общеуниверситетской кафедрой научного коммунизма для естественных факультетов МГУ имени М. В. Ломоносова.  Читал курс лекций по научному коммунизму на факультете почвоведения и биологическом факультете.

## Награды
- Лауреат премии имени М. В. Ломоносова I степени (1969) за монографию «Ленинская критика философских основ религии».[1][2]

## Научные труды

### Монографии
- Никишов С. И. Ленинская критика философских основ религии. — М.: Изд-во Моск. ун-та, 1968. — 372 с.
- Материальные, духовные и организационные факторы формирования нового человека / С. И. Никишов, Т. Н. Кухтевич, Г. Н. Бутырин и др.; Под ред. С. И. Никишова. — М.: Изд-во МГУ, 1986. — 246 с.
- Князев Б. В., Никишов С. И. Научный коммунизм как система знания. — М.: Изд-во МГУ, 1987. — 146 с.

### Брошюры
- Никишов С. И. О коммунистическом воспитании детей: (Из опыта работы школ Ивановской области. — Иваново: Ивановское книжное издательство, 1953. — 60 с.
- Никишов С. И. Борьба В. И. Ленина против религии / Всесоюз. о-во по распространению полит. и науч. знаний. Иван. обл. отд-ние. — Иваново: Ивановское книжное издательство, 1954. — 27 с.
- Никишов С. И. Ленинская критика религии. — М.: Высшая школа, 1962. — 62 с.
- Никишов С. И. Июньский Пленум ЦК КПСС и задачи идеологической работы в высшей школе: (Лекция) / Моск. гос. ун-т им. М. В. Ломоносова. Кафедра науч. коммунизма Философ. фак. Ин-т повышения квалификации преподавателей обществ. наук. — М.: Изд-во Моск. ун-та, 1963. — 39 с.
- Никишов С. И. Ленин и развитие естествознания / Канд. философ. наук С. И. Никишов. — М.: Знание, 1967. — 63 с. (Новое в жизни, науке, технике. 22 серия. Естествознание и религия; 6).
- Никишов С. И. Октябрьская революция и претворение в жизнь ленинского атеистического учения / Науч.-метод совет по пропаганде атеизма при Правл. Всесоюз. о-ва "Знание". Кафедра истории и теории атеизма МГУ. — М.: Знание, 1967. — 38 с.
- Никишов С. И. Ленин о религии и церкви. — М.: Знание, 1969. — 46 с.
- Никишов С. И. Претворение в жизнь Ленинского атеистического наследия/ С. И. Никишов, д-р философ. наук. — М.: Знание, 1969. — 28 с. (В помощь лектору. Библиотечка "Актуальные проблемы научного атеизма"/ Всесоюз. о-во "Знание" 2).
- Никишов С. И. Ленинское атеистическое наследие и современность/ С. И. Никишов, д-р философ. наук. — М.: Знание, 1970. — 46 с.
- Актуальные проблемы атеизма: Сборник статей./ Сост. С. И. Никишов. — М.: Знание, 1970. —2 т. Вып. 1. — 1970. — 58 с.
- Никишов С. И. XXIV съезд КПСС и задачи атеистического воспитания. — М.: Знание, 1972. — 32 с.
- Никишов С. И.  О научных основах атеистической пропаганды / С. И. Никишов, д-р филос. наук, проф. — М.: Знание, 1973. — 30 с. — (Библиотечка "Актуальные вопросы атеистической пропаганды среди молодёжи". В помощь лектору).
- Никишов С. И. Практические задачи атеистической пропаганды на современном этапе / С. И. Никишов, д-р филос. наук, проф. — М.: Знание, 1973. — 61 с. — (Новое в жизни, науке, технике. Серия Научный атеизм; 11).
- Никишов С. И. Пропаганда атеизма на современном этапе/ С. И. Никишов, д-р филос. наук, проф. . — М.: Знание, 1976. — 64 с. — (Новое в жизни, науке, технике: Серия "Научный атеизм" № 8).
- Никишов С. И. Комплексный подход в атеистическом воспитании. — М.: о-во "Знание" РСФСР, 1978. — 39 с. (В помощь лектору / О-во "Знание" РСФСР, Науч.-метод. совет по пропаганде науч. атеизма).
- Никишов С. И. Несовместимость научного мировоззрения с религией: (К 70-летию выхода в свет кн. В. И. Ленина "Материализм и эмпириокритицизм"). — М.: Знание, 1978. — 63 с. — (Новое в жизни, науке, технике. Серия "Научный атеизм". № 11).
- Никишов С. И. О свободе совести. — М.: о-во "Знание" РСФСР, 1979. — 47 с. — (В помощь лектору / О-во "Знание" РСФСР, Науч.-метод. совет по пропаганде науч. атеизма).
- Никишов С. И. Ленинское атеистическое наследие и современность: (Материал к лекции). — М.: Знание, 1980. — 13 с.
- Никишов С. И. XXVI съезд КПСС о политических спекуляциях на религиозных чувствах верующих. — М.: о-во "Знание" РСФСР, 1981. — 39 с. (В помощь лектору. / Правл. о-ва "Знание" РСФСР, Науч.-метод. совет по пропаганде атеист. знаний).
- Никишов С. И. Актуальные проблемы пропаганды атеизма в развитом социалистическом обществе. — М.: Знание, 1982. — 63 с. — (Новое в жизни, науке, технике).

### Статьи
- Никишов С. И. Изучать и пропагандировать ленинское атеистическое наследие // Вопросы научного атеизма. Вып. 16 / Редкол. А. Ф. Окулов (отв. ред.); Акад. обществ. наук ЦК КПСС. Ин-т научного атеизма. — М.: Мысль, 1974. — С. 3—10. — 358 с. — 18 300 экз.